# Tylenchorhynchus claytoni
Tylenchorhynchus claytoni is een rondwormensoort, de plaatsing in een familie is onzeker. De wetenschappelijke naam van de soort is voor het eerst geldig gepubliceerd in 1937 door Steiner.